# 節丸裕一
節丸 裕一（せつまる ゆういち、1971年1月15日 - ）は、日本のフリーアナウンサー。合同会社TRIPLE CROWN代表。NPO法人BLF(BASEBALL LEGENDS FOUNDATION)副代表。
埼玉県川口市出身。ニッポン放送でディレクター・プロデューサーを務める節丸雅矛は従兄弟である。

## 経歴
埼玉県立浦和西高等学校卒業後に1年の浪人生活を経て早稲田大学政治経済学部入学。大学ではアナウンス研究会に入会したが、1年で退会。4年間テニスや野球を楽しむNORTH WEST S.C.に所属。
早大卒業後は味の素に就職しサラリーマン生活を送っていたが退職し、1999年よりフリーアナウンサーに転身。2017年まではプロ野球のほかに、ラグビー、バスケットボール、バレーボールなどの実況も務めていたが、現在では野球（NPB、MLBなど）に専念して実況を行っている。
J SPORTSで放映された第1回World Baseball Classic決勝戦の日本対キューバ戦、第2回World Baseball Classic準決勝の日本対アメリカ戦、第4回World Baseball Classic準決勝の日本対アメリカ戦の実況を担当したほか、第1回WBSCプレミア12、日米野球、日欧野球、侍ジャパン強化試合や壮行試合、U-23など世代別の野球W杯などでも実況を務めている。2002年からはフジテレビONEのプロ野球ニュースにレギュラー出演を続けている。
2005年から2年間、島村俊治が代表を務める「ニューヴォイス嶋村プロ」に所属していたが、現在は独立し、合同会社TRIPLE CROWNの代表。

## 現在の出演番組
- プロ野球ニュース（フジテレビONE）
- プロ野球中継（J SPORTS、TBSチャンネル、DAZN）
- MLB中継（J SPORTS、SPOTVNOW）
- 横浜DeNAベイスターズ戦中継（ニコニコ生放送）
- パ・リーグ応援宣言!ホークス中継（TOKYO MX）

## 過去の出演番組
- フジテレビ739
  - プロ野球（トップ&リレーナイター含む）、野球（アテネ五輪予選）など
- フジテレビNEXT
  - NBA中継など
- スポナビライブ
  - MLB中継、プロ野球中継、Bリーグ中継
- SHOWROOM
  - 横浜DeNAベイスターズ戦中継
- J SPORTS
  - 第1回World Baseball Classic (準決勝、決勝などの実況を担当)
  - 第2回World Baseball Classic (準決勝 日本対アメリカ戦実況、決勝 日本対韓国戦リポートなどを担当)
  - 第3回World Baseball Classic (7試合の実況、1試合のリポートなどを担当)
  - 第4回World Baseball Classic (準決勝 日本対アメリカ戦実況などを担当)
  - 第5回World Baseball Classic (6試合の実況などを担当)
  - 第1回WBSCプレミア12 (実況を担当)
  - 第2回WBSCプレミア12 (実況を担当)
  - J SPORTS HOOP!(バスケットボール中継)
  - ラグビー中継
  - プロ野球中継（ヤクルト主催、中日主催、広島主催、西武主催、ロッテ主催、オリックス主催、ソフトバンク主催、そのほかファーム戦）
  - 大学野球中継、社会人野球中継、少年野球中継、侍ジャパン各世代の大会の中継
  - 2007年アジア男子バスケットボール選手権
  - スピードスケート世界選手権など
- スカイパーフェクTV!
  - MLBライブ、プロ野球、プロ野球マスターズリーグ
  - 2006年バスケットボール世界選手権
  - 2006年バレーボール世界選手権
  - Jリーグ中継など
- テレビ埼玉
  - プロ野球、高校野球
- NACK5
  - プロ野球、Jリーグ中継など
- 新潟テレビ21
  - 高校野球
- ニコニコ生放送
  - 横浜DeNAベイスターズ主催試合中継

ほかにフジテレビ、日本テレビ、BS朝日、TBSラジオ、文化放送、ニッポン放送、BAY-FM、J-WAVEなどに出演多数。

## 出演作品
- 『プロ野球熱スタ2006』、『プロ野球熱スタ2007』（バンダイナムコゲームス、実況）

## 書籍
- 『最強世代1988 田中将大、斎藤佑樹、坂本勇人、前田健太･･････11人の告白』 講談社 2011年3月11日